# Max Miller (Historiker)
Max Miller, eigentlich Maximilian Miller (* 17. Oktober 1901 in Baustetten bei Laupheim; † 26. Juni 1973 in Stuttgart), war ein deutscher römisch-katholischer Geistlicher, Historiker und Archivar.

## Leben
Max Miller besuchte die Lateinschule Bad Waldsee, absolvierte das Landexamen und war Gymnasiast am katholischen Kolleg St. Josef in Ehingen. Er trat 1919 in das Wilhelmsstift in Tübingen ein und studierte Katholische Theologie mit dem Ziel des Priesteramts an der Universität Tübingen, wo er auch die Geschichtsvorlesungen bei Johannes Haller besuchte.
1924 legte er das theologische Staatsexamen ab und empfing 1925 in Rottenburg die Priesterweihe. Nach seinem Vikariat an der Kirche St. Michael zu den Wengen in Ulm wurde er auf Initiative des württembergischen Kultusministeriums 1926 als wissenschaftlicher Mitarbeiter an das Staatsarchiv Stuttgart und das Filialarchiv Ludwigsburg beordert und erarbeitete von 1926 bis 1929 eine Materialsammlung zu Geschichte und Vermögensstand der säkularisierten Klöster als Grundlage für das Besteuerungsrecht der Kirchen nach § 35 des Reichsdeputationshauptschlusses. 1929 wurde er Regierungsrat und Archivar am Staatsarchiv Stuttgart. 1930 wurde er mit der geschichtswissenschaftlichen Arbeit Die Organisation und Verwaltung von Neuwürttemberg unter Herzog und Kurfürst Friedrich zum Dr. phil. promoviert. 1940 wurde er mit der Arbeit Die Söflinger Briefe und das Klarissenkloster Söflingen bei Ulm a.d. Donau im Spätmittelalter zum Dr. theol. promoviert.
Während des Zweiten Weltkrieges war er als Archivar und zudem in der Lazarettseelsorge tätig. 1943 wurde er als Sanitäter zur Wehrmacht einberufen und in Frankreich eingesetzt. 1944 geriet er auf Walcheren, einer Halbinsel in der niederländischen Provinz Zeeland, in britische Kriegsgefangenschaft, wo er Lagergeistlicher war. 1945 kehrte er nach Stuttgart zurück.
Er trat seinen Dienst in der württembergischen Archivverwaltung wieder an und wurde Stellvertreter von Direktor Karl Otto Müller und Leiter des Staatsarchivs Ludwigsburg. 1951 wurde er Direktor des Hauptstaatsarchivs Stuttgart und somit auch Leiter der Archivdirektion Stuttgart. Mit Gründung des Landes Baden-Württemberg im Jahre 1952 wurde er zudem Referent für das Archivwesen beim Staatsministerium Baden-Württemberg und damit Leiter der staatlichen Archivverwaltung. Unter seiner Federführung wurde der Neuaufbau und Erweiterung der Archivverwaltung nach Kriegsende umgesetzt. Zuletzt war er Oberstaatsarchivdirektor. Im Auftrag des damaligen Ministerpräsidenten Kurt Georg Kiesinger baute er 1962 eine zentrale Dokumentationsstelle für jüdische Schicksale in Baden und Württemberg zur Zeit des Nationalsozialismus auf.
Miller war 1937 bis 1954 ordentliches Mitglied und 1952 bis 1954 Vorsitzender der Württembergischen Kommission für Landesgeschichte. Von 1954 bis 1969 war er Vorsitzender der neugegründeten Kommission für geschichtliche Landeskunde in Baden-Württemberg. Er hat zahlreiche Schriften veröffentlicht. Unter seiner Regie wurden 158 Werke veröffentlicht, beispielsweise der Historische Atlas von Baden-Württemberg. Sein Nachlass befindet sich im Hauptstaatsarchiv Stuttgart.
Seit seiner Priesterweihe war er als Priester aktiv, unter anderem im katholischen Marienhospital Stuttgart. 
1956 wurde er von Kardinal-Großmeister Nicola Kardinal Canali zum Ritter des Ritterordens vom Heiligen Grab zu Jerusalem ernannt und am 29. April 1956 durch den späteren Kardinal Lorenz Jaeger, Großprior der deutschen Statthalterei, investiert. Er gehörte der Komturei St. Marien in Stuttgart an. Außerdem war er Mitglied der katholischen Studentenverbindung AV Guestfalia Tübingen.

## Auszeichnungen
- Preis der Fürstbischof von Speyer’schen Stiftung für „Die Lehre von den beiden Schwertern bis zur abendländischen Kirchenspaltung im Jahre 1378“ (1921; vergeben von der juristischen Fakultät der Universität Tübingen)
- Aufnahme in den Ritterorden vom Heiligen Grab zu Jerusalem (1956)
- Großes Silbernes Ehrenzeichen der Republik Österreich (1958)
- Ernennung zum Komtur des Ritterordens vom Heiligen Grab zu Jerusalem (1960)
- Ernennung zum Professor durch das Land Baden-Württemberg (1961)
- Ehrendoktorwürde der Universität Freiburg (Schweiz) (1965)
- Großes Verdienstkreuz des Verdienstordens der Bundesrepublik Deutschland (1969; verliehen durch Heinrich Lübke)
- Päpstlicher Ehrenprälat (1971; verliehen durch Papst Paul VI.)
- Ehrenmitglied der Kommission für geschichtliche Landeskunde in Baden-Württemberg und des Württembergischen Geschichts- und Altertumsvereins (1971)

## Schriften (Auswahl)
- Die Organisation und Verwaltung von Neuwürttemberg unter Herzog und Kurfürst Friedrich (1802–1806). Phil. Diss., Universität Tübingen, Stuttgart 1930.
- Die Söflinger Briefe und das Klarissenkloster Söflingen bei Ulm a. D. im Spätmittelalter. Theol. Diss. Tübingen, Triltsch, Würzburg 1940.
- Eugen Bolz. Staatsmann und Bekenner. Schwabenverlag, Stuttgart 1951.
- als Hrsg.: Baden-Württemberg (= Handbuch der historischen Stätten Deutschlands. Band 6). Alfred Kröner, Stuttgart 1965.
- Die württembergische Geschichte von der Reichsgründung bis heute. Kohlhammer, Stuttgart 1971.
- zusammen mit Paul Kopf: Die Zeit der Vertreibung von Bischof Joannes Baptista Sproll von Rottenburg 1938 bis 1945. Dokumente zur Geschichte des kirchlichen Widerstands. Matthias-Grünewald-Verlag, Mainz 1971.